# Bílá listová skvrnitost javoru
Bílá listová skvrnitost javoru je choroba javoru způsobovaná houbou Cristulariella depraedans. Vyskytuje se na chladnějších vlhkých místech v Evropě a Severní Americe. 

## EPPO kód
CRISDE

## Synonyma patogena

### Vědecké názvy
Seznam podle biolib.cz  a  
- Cristulariella depraedaus (Cooke) v. Hohn. Sitzungsber. Kais. Akad. Wiss. Wien, Math. Kl., Abt. I, 125: 124. 1916.
- Polyactis depraedans Cooke. |f)ur. Ouek. Micr Club S II 2: 141-142. 1885.
- Botrytis depraedans Sacc. Sacc. Syll. Fung. 4: 134. 1886.
- Botrytis depraedans (Cooke) Sacc.
- Illosporiwn Diedickeanum Sacc. Ann. Mycol. 6: 563. D 1908.
- Myrioconium depraedans (Cooke) Arx

## Hostitel
Rod javor, ojediněle i jiné rostliny.

## Příznaky
Když dr. Cooke v Norfolku v roce 1885 popisuje několik mladých stromů druhu javor klen Acer psendoplatanus L., rostoucích ve vlhkém sadu, píše o ochablých a odbarvených listech. "Zelené listy se stávají ochablými a shnilými, ačkoliv jsou stále spojeny se stromem, celý povrch je pokryt šedavými skvrnami, které v mnoha případech pokrývají velkou část listu. Pod povrchem pomocí kapesní lupy jsem spatřil malé bílé body, velké jako je špendlíková hlavička. Tyto body byly velmi početné a omezeny téměř výhradně na žilantinu listu. Pod mikroskopem jsem zjistil tyto maličké tečky jsou kulovité kulaté hlavičky, že jde o malý parazitní organismus pokrývající povrch listu a svým jemným myceliem do něj proniká. Hlavičky byly volně rozptýleny a seskupeny v chomáčích, téměř zcela omezeny výskytem na žilnatinu. Hyfy nebo vlákna organismu byly krátké, štíhlé, pružné, zduřelé na vrcholu, kde jedna, tři nebo čtyři velké buňky tvoří základ kulové hlavy..."
Na listech lze pozorovat šedé až bělavé skvrny , většinou ss tmavým lemem. 
Mohou se tvořit nekrotická místa. Předčasný opad listů je zřetelně patrný. Drobné plodnice na listech mohou připomínat vejce hmyzu.

## Význam
Stromy ztrácí olistění již během vegetace. Pokud je opad listů u jednotlivých (především mladých) rostlin významný, stává se, že vlivem působení choroby uhynou.

## Ekologie
Vlhké chladné oblasti, husté porosty.

## Ochrana rostlin

### Agrotechnická opatření
Odstranění opadaného listí na podzim.